# پیت دان
پیت دان (انگلیسی: Pete Dunne؛ زادهٔ ۹ نوامبر ۱۹۹۳) کشتی‌گیر کشتی حرفه‌ای اهل بریتانیا است.
از فیلم‌ها یا برنامه‌های تلویزیونی که وی در آن نقش داشته است می‌توان به جنزده اشاره کرد.